# Enciclopedia del diritto
L'Enciclopedia del Diritto è un'opera collettiva di Giuffrè editore che si propone di offrire un panorama completo del pensiero giuridico italiano.

## Struttura dell'opera
L'opera è strutturata in 52 volumi articolati in 60.000 pagine e più di 4.000 voci redatte da oltre 1.600 autori; tra i quali:
Tullio Ascarelli, Tito Ballarino, Guido Astuti, Francesco Calasso, Giuseppe Capograssi, Sabino Cassese, Giovanni Conso, Vezio Crisafulli, Pietro Agostino D'Avack, Leopoldo Elia, Carlo Esposito, Angelo Falzea, Giuseppe Ferri, Paolo Grossi, Gian Antonio Micheli,  Costantino Mortati, Rosario Nicolò,  Enrico Opocher, Livio Paladin,  Francesco Santoro Passarelli, Salvatore Pugliatti, Salvatore Satta, Andrea Torrente.

## Storia
Il progetto originario dell'opera ideato - fin dal 1953 - da Antonino Giuffrè e da Francesco Calasso, trova concreta realizzazione con il primo volume nel 1958. Il piano editoriale si realizza in 3 differenti fasi:
- dal 1958 al 1995 (opera base): sotto la guida iniziale di Francesco Calasso;
- aggiornamenti dal 1997 al 2002: 6 volumi di aggiornamento sotto la guida di Angelo Falzea;
- annali dal 2007 al 2017: 10 volumi ognuno dei quali raccoglie voci sui temi di anno in anno emergenti nel mondo del diritto, dell'economia e della cultura nazionale, europea e mondiale.

Come si evince dalla Presentazione del volume X degli Annali (edito nel 2017), il Comitato di Direzione ha annunciato la sospensione delle pubblicazioni in seguito ad una decisione della casa editrice determinata dall'esigenza di un contenimento dei costi legato ai cambiamenti nell'editoria.